# 遠藤尚
遠藤 尚（えんどう しょう、1990年7月4日 - ）は、千葉県船橋市出身のフリースタイルスキーモーグル選手。福島県立猪苗代高等学校卒。忍建設所属。

## 人物
- 3歳の時に福島県猪苗代町に移り[1]、小学校5年の時にチームリステルジュニアのメンバー入り、2007年-2008年のワールドカップにデビュー[3]となった。
- 2008年-2009年シーズンの全日本選手権ではシングル部門では2位、デュアル部門では4位で成績を収めた。[4]高校在学中に全日本ジュニア選手権では2年連続3冠達成した[1]。
- 2010年のバンクーバーオリンピックでは7位となり入賞した[5]。2014年のソチオリンピックでは決勝ラウンドに進出したが、15位に終わった。[6]
- 2020年東京オリンピックの聖火ランナーを応募し、地元の福島県猪苗代町のスキー場で地元のクラブチームの児童と共にシュプールを描きながらトーチを片手に滑った。

## 主な戦歴
2014-2015年
- W杯 カルガリー大会 - 3位
- W杯 ルカ大会（デュアル） - 2位
- 全日本フリースタイルスキー選手権大会 - 1位

2013-2014年
- W杯 猪苗代大会 - 2位
- W杯 ルカ大会 - 3位
- フリースタイルスキー・オーストラリアン・ニュージーランドカップ - 2位

2012-2013年
- W杯 カルガリー大会 - 3位

2011-2012年
- W杯 ARE大会（デュアル） - 3位

2010-2011年
- 全日本フリースタイルスキー選手権大会 - 1位

2009-2010年
- 全日本フリースタイルスキー選手権大会 - 2位

2008-2009年
- 全日本フリースタイルスキー選手権大会 - 3位
- 全日本フリースタイルスキー選手権大会（デュアル） - 3位